# Denges
Denges är en ort och kommun i distriktet Morges i kantonen Vaud, Schweiz. Kommunen har 1 818 invånare (2023).